# Jacob van Rees
Jacob (Koos) van Rees, (Utrecht, 16 april 1854 – Hilversum, 4 januari 1928) was hoogleraar en christen-anarchistisch drankbestrijder en anti-militarist.

## Familie
Van Rees, lid van de patriciaatsfamilie Van Rees, was de zoon van Otto van Rees (1825-1868), hoogleraar staathuishoudkunde en statistiek, en Jeanette Vreede (1829-1897). Hij trouwde op 22 september 1881 met Constance Adriana Katharina Gerdula Vatiché (1854), met wie hij twee dochters en een zoon, de kunstschilder Otto, kreeg. Zijn broer Richard (1853-1939) - bankier bij Boissevain & co. en bestuurslid van het - thans - Koninklijk Concertgebouw - was getrouwd met een dochter van de dichter ds. Petrus Augustus de Génestet.

## Christen-anarchist
Van Rees studeerde biologie in Utrecht en werd in 1886 en buitengewoon hoogleraar histologie aan de Amsterdamse universiteit. Hij kwam uiteindelijk tot een radicaal-ethisch standpunt, waarbij hij tabaksgebruik verwierp, drankbestrijder en vegetariër werd en vivisectie afwees. Ook de opvoeding van de jeugd had zijn belangstelling. 
Van Rees kwam in 1895 in contact met dominee en tolstojaan Anne de Koe waarna hij werd opgenomen in de humanitaire beweging met leden als Felix Ortt en Lodewijk van Mierop. Hij gaf met anderen het christen-anarchistische blad Vrede uit, dat de denkbeelden van de Vereniging Internationale Broederschap verspreidde. De ideeën van deze Internationale Broederschap stonden een leven in communistisch verband voor, zoals dat in de Bergrede tot uitdrukking kwam. Van Rees kocht veertien hectare land bij Blaricum en verschafte de financiën die nodig waren om in 1899 een landbouwkolonie te kunnen beginnen.

## Drankbestrijding
Voor zijn strijd tegen het drankmisbruik werd hij in Hilversum geëerd met de Van Reesbank.

## Humanitaire school
De in 1903 opgerichte Humanitaire School, maakte vanuit de Larense woonkamer van Van Rees een sterke bloei door. Hoofd van die school was de later bekende schrijver Cor Bruijn. In 1901 richtten Ortt en Van Mierop de Rein Leven Beweging op. Zij betrokken ook Van Rees erbij.
 
In 1905 gaf Van Rees het propagandablad voor humanitair anarchisme Ontwaakt uit. Een jaar later 1906 richtten Van Rees, Ortt, Van Mierop en Louis Bahler een nieuwe Vrede-beweging op. Vanwege het ondertekenen van een Dienstweigeringsmanifest in 1915 werd hij tot tien dagen hechtenis veroordeeld. 
Werd voorzitter van de Internationale Loge van Goede Tempelieren Nederland. Eind 1927 stierf hij aan een longontsteking.